# Касерес, Виктор
Ви́ктор Хавье́р Ка́серес Сентурио́н (исп. Víctor Javier Cáceres Centurión; род. 25 марта 1985, Асунсьон) — парагвайский футболист, игравший на позиции полузащитника. Участник чемпионата мира 2010 года в составе сборной Парагвая.

## Биография
Свою футбольную карьеру Касерес начал в парагвайском клубе «Атлантида», но на профессиональном уровне дебютировал в «Либертаде», в составе которого он четырежды становился чемпионом Парагвая.
С 2012 года выступал в бразильском «Фламенго», с которым стал обладателем Кубка Бразилии в 2013 году, а также выиграл чемпионат штата Рио-де-Жанейро в 2014 году. С 2015 года выступает в чемпионате Катара.
В составе национальной сборной Виктор Касерес дебютировал 13 октября 2007 года в матче со сборной Перу, на сегодняшний день Касерес сыграл в составе сборной 25 матчей. Касерес значился в заявке Парагвая на чемпионат мира 2010.

## Достижения
- Чемпион Парагвая (4): 2006, 2007, Ап. 2008, Кл. 2008
- Чемпион Кубка Бразилии (1): 2013
- Чемпион штата Рио-де-Жанейро (1): 2014